# Socialisme d'estat
El socialisme d'estat és una classificació utilitzada fins i tot per part de Lenin, anarquistes i llibertaris) per a designar la teoria i praxi del socialisme propugnada pels marxistes (amb excepció del marxistes llibertaris) o el marxisme-leninisme i els socialdemòcrates. El terme fa referència a l'ús del poder polític de l'Estat per acabar amb la societat burgesa i el sistema capitalista per decret i mitjançant el traspàs d'àrees econòmiques i administratives a l'Estat socialista en un tipus d'avantguarda revolucionària o govern revolucionari.
També s'anomena capitalisme d'estat dins el marxisme-leninisme que és gairebé equivalent.

## Origen del terme
Bismarck, el va introduir desitjant evitar l'ascens dels socialdemòcrates-comunistes, Der Staatssozialismus paukt sich durch.
Louis Auguste Blanqui, Ferdinand Lassalle i d'altres, van suggerir que un socialisme d'estat podria ser instrumental per obtenir el socialisme.
Socialisme d'estat es manté com oposició a anarquisme socialista i socialisme llibertari, tots dos refusen que es pugui construir el socialisme utilitzant institucions estatals existents o polítiques governamentals.
La filosofia del socialisme d'estat va ser primer explicitada per Ferdinand Lassalle. Lassalle iferia de Marx i considerava l'estat com una entitat independent de les classes i un instrument de justícia essencial per aconseguir l socialisme.

## Descripció i teoria
El socialisme d'estat, com ideologia política, és una de les principals línies divisòries del moviment socialista.
El concepte modern de socialisme d'estat sorgí amb una desviació de Lenin respecte a Marx. "Socialisme d'estat", si er a Marx el socialisme triomfaria en els països més desenvolupats, per a Lenin va esdevenir una teoria revolucionària per als països més pobres del món, quasi feudals.
En la teoria marxista el socialisme finalment donaria lloc a una societat comunista sense estat. En canvi bolxevics i menxevics volien aprofitar l'estat
El socialisme d'estat advocava com un sistema per aconseguir la propietat pública dels mitjans de producció a través de la nacionalització de la indústria. Aquest seria una fase de transició en el procés de construir una economia socialista.

## Socialisme d'estat en els estats comunistes
El model econòmic adoptat a la Unió Soviètica, Europa Oriental i altres estats comunistes sovint es descriu com una forma de socialisme d'estat. La base ideològica era la teoria marxista-leninista del Socialisme en un sol país. Més aviat que els productors controlessin i gestionessin la producció, era el partit comunista i el govern els que dirigien i planificaven l'economia nacional a més de distribuir els béns de capital.